# Henry Maudsley

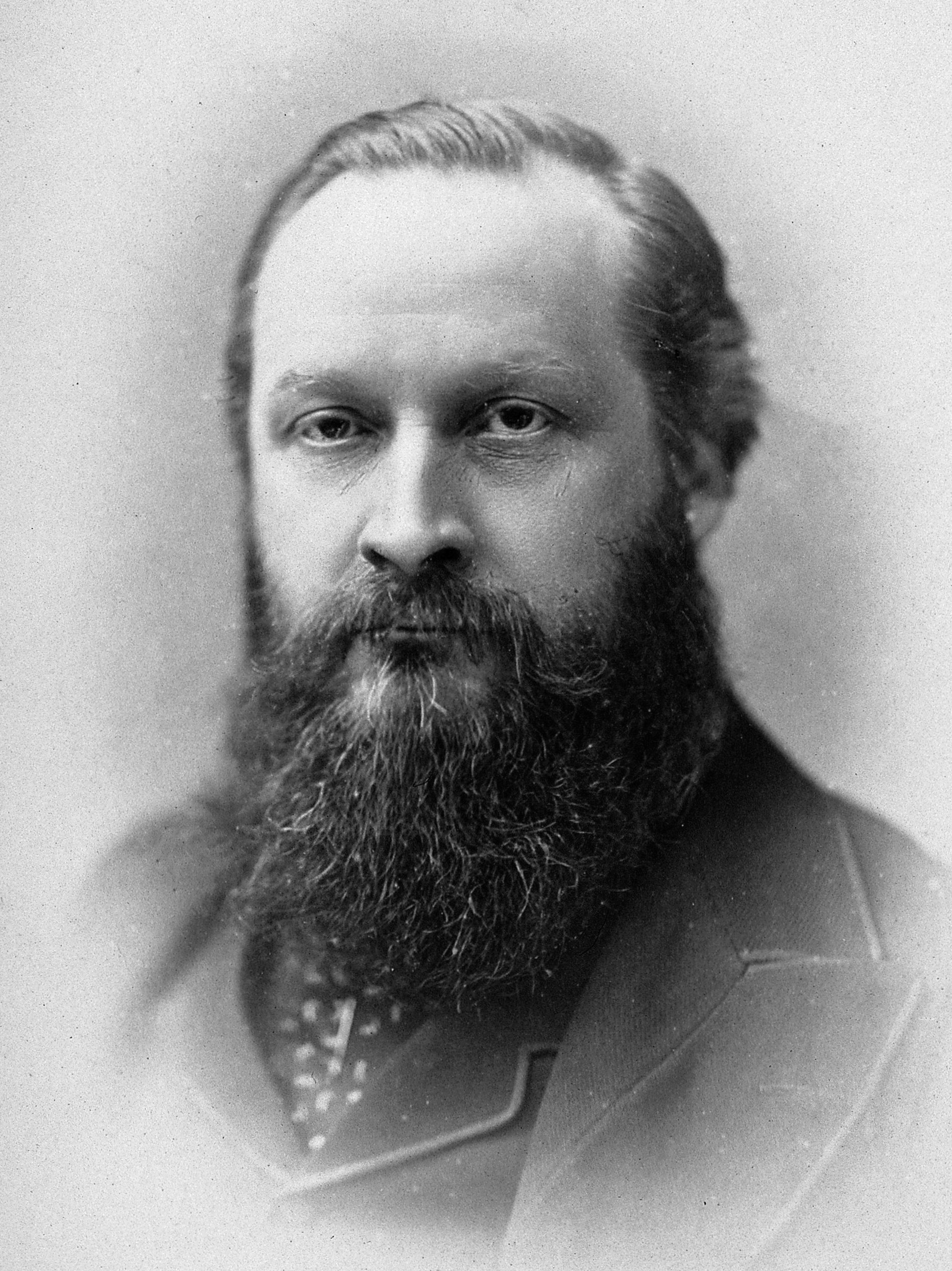
Henry Maudsley

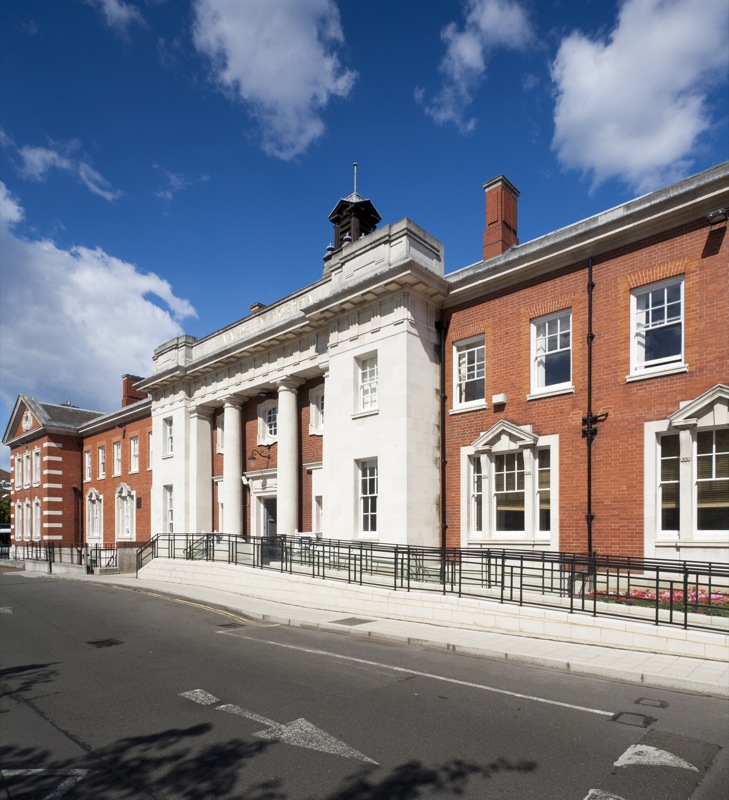
Maudsley Hospital (Hauptgebäude)

Henry Maudsley (geb. 5. Februar 1835; gest. 23. Januar 1918) war ein englischer Psychiater, der für die zweite Hälfte des 19. Jahrhunderts als der bedeutendste Vertreter seines Faches in Großbritannien gilt.

## Leben und Wirken
Henry Maudsley wurde 1835 geboren. Er begründete in England die forensische Psychiatrie, insbesondere mit seinem Buch Physiology and pathology of the mind  (EA 1867; deutsch erschienen unter dem Titel Die Physiologie und Pathologie der Seele  nach der 2. Auflage mit Autorisierung durch Maudsley). Das Lawn House Asylum in Hanwell, Middlesex, war ein Privatasyl von Henry Maudsley.
Das Maudsley Hospital in London ist nach ihm benannt und wurde von ihm maßgeblich finanziert.
Maudsley war Professor am University College London.
Maudsley vertrat konsequent die Überzeugung, dass der „Geist“ (mind) von Körper und Gehirn abhängig sei. Ihn beschäftigten die Übergänge zwischen Gesundheit und Krankheit und er schrieb über religiöse Propheten. Das Werk von Scipio Sighele ist von Maudsley beeinflusst.

## Die Physiologie und Pathologie der Seele
Maudsleys Buch Physiology and pathology of the mind (EA 1867; dt. 1870: Die Physiologie und Pathologie der Seele) enthält die erste Darstellung kinder- und jugendpsychiatrischer Erkrankungen, die über eine Fallbeschreibung hinausgeht und systematisiert. Er unterscheidet "Monomania, or partial ideational insanity", "Choreic delirium, or choreic ideational insanity", "Cataleptoid insanity", "Epileptic insanity", "Mania", "Melancholia" und "Affective insanity, or moral insanity". In Kapitel II des Teils "Die Pathologie der Seele" befasst sich Maudsley auch mit dem "Irrsein des kindlichen Alters". Damit legte er sehr früh – noch vor den Monographien von Hermann Emminghaus (Die Psychischen Störungen des Kindesalters, 1887) und Paul Moreau (La folie chez les enfants, 1888) – eine frühe  Arbeit zur Kinder- und Jugendpsychiatrie vor.

## Publikationen
- The physiology and pathology of the mind. Macmillan and Co., London 1867.
  - Physiologie de l'esprit. aus dem Englischen von Alexander Herzen. Reinwald, Paris 1879. (Digitalisat)
  - Die Physiologie und Pathologie der Seele. Nach des Originals zweiter Auflage deutsch bearbeitet von Rudolf Boehm. Vom Verfasser autorisierte Ausgabe. Würzburg Stuber‘s Buchhandlung, 1870.
- Responsibility in mental disease. (= The International Scientific Series. Vol. VIII). Henry S. King & Co., London 1874. (deutsch: H. Maudsley: Die Zurechnungsfähigkeit der Geisteskranken. (= Internationale Wissenschaftliche Bibliothek. XI. Band). F. A. Brockhaus, Leipzig 1875)
- Body and Mind: – An Inquiry into their Connection and mutual Influence, specially in Reference to mental Disorders. An enlarged and revised Edition to which are added Psychological Essays. Appleton and Company, New York 1890.
- (GERMONT Dr., trad.) La pathologie de l'esprit. Germer Baillière, Paris 1883.